# Pedro Paneque Martín
Pedro Paneque Martín (Holguín, Cuba, 1968) es un Maestro Internacional de ajedrez cubano.

## Palmarés y participaciones destacadas
Fue una vez Campeonato de Cuba de ajedrez, en 1989 en Sancti Spíritus.
Fue ganador del campeonato de Cuba juvenil en 1987, celebrado en Holguín.